# Design de hipermídia
 Design de hipermídia é uma mídia de leitura não linear que contém imagens, sons, texto e vídeo (multimídia) como elementos de um sistema de hipertexto.
A web é um exemplo clássico de hipermídia, enquanto o cinema é um exemplo da multimídia padrão por não ter hyperlinks.
De acordo com Arlindo Machado no livro "A Arte no Século XXI: A humanização das tecnologias":
"A ideia básica da hipermídia é aproveitar a arquitetura não linear das memórias de computador para viabilizar obras "tridimensionais", dotadas de uma estrutura dinâmica que as torne manipuláveis interativamente. Hipermídia é, portanto, uma forma combinatória, permutacional e interativa de multimédia, em que textos, sons e imagens (estáticas e em movimento) estão ligados entre si por elos probabilísticos e móveis, que podem ser configurados pelos receptores de diferentes maneiras, de modo a compor obras instáveis em quantidades infinitas."

## Influências
Como toda área do design, o design de hipermídia toma emprestado os seus conhecimentos teóricos de diversos campos do saber, como a filosofia, a ciência (psicologia, antropologia, sociologia, ergonomia, semiótica, entre outras) e a arte.

## Características do Design de Hipermídia
- Hibridismo: associação de duas ou mais mídias, encontro de dois ou mais meios; conjunção simultânea de diversas linguagens.
- Hipertextualidade: sistema não-linear, multisequencial ou multilinear. Incorporam dois sistemas diferentes de utilização: o modo autor (onde são criados os sistemas de nós e âncoras) e o modo usuário (onde ocorre a navegação).
- Não-Linearidade: refere-se a ideia de possibilitar caminhos e segmentos abertos, diversos, repletos de desvios, complexo, composto por linhas de segmento e linhas de fuga.
- Interatividade: possibilidade de transformar os envolvidos na comunicação, ao mesmo tempo, em emissores e receptores da mensagem
- Navegabilidade: diz respeito ao ato de navegar, à exploração e à mobilidade do usuário no ciberespaço, na rede ou em um aplicativo de hipermídia.

## Conceitos
Alguns conceitos estudados / aplicados pelo design de hipermídia são:
- Estrutura x Forma x Função x Conteúdo
- Interatividade
- Não-Lineariedade
- Navegabilidade
- Interface
- Arquitetura da Informação
- Usabilidade
- Adaptatividade
- Acessibilidade
- Semântica